# Sousa (djur)
För andra betydelser, se Sousa.
Sousa är ett släkte av däggdjur som ingår i familjen delfiner.

## Taxonomi
Arter enligt Catalogue of Life:
- Deltadelfin, (Sousa chinensis)
- Sousa plumbea
- Kamerundelfin, (Sousa teuszii)

Wilson & Reeder (2005) samt IUCN listar Sousa plumbea som synonym till deltadelfin.
Den 31 juli 2014 beskrevs en fjärde art i detta släkte, Sousa sahulensis.

## Utbredning och habitat
Kamerundelfin förekommer i östra Atlanten vid Afrikas västra kustlinje från södra Marocko till södra Angola. Om man följer Catalogue of Life och betraktar Sousa plumbea som självständig art så lever den i Indiska oceanen och dess bihav från södra Afrika över Arabiska halvön till östra Indien. Annars ingår denna population i deltadelfinens utbredningsområde. Deltadelfinen förekommer dessutom i havet söder om Sydostasiens fastland kring de sydostasiatiska öarna och i norra delen av den australiska regionen. Medlemmar av släktet lämnar inte kontinentalsockeln. De stannar i havsområden som är upp till 100 meter djupt. Alla arter simmar ibland upp i större floder. De stannar vanligen i zonen som påverkas av tidvatten. Kamerundelfinen observerades 50 km från kusten och deltadelfinen 1 200 km från kusten.

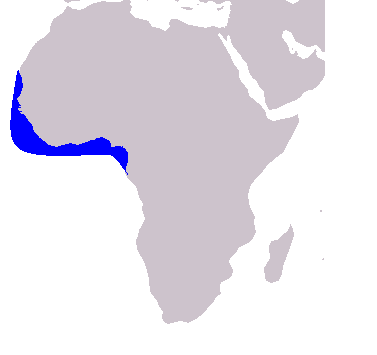
Utbredning för Kamerundelfin.
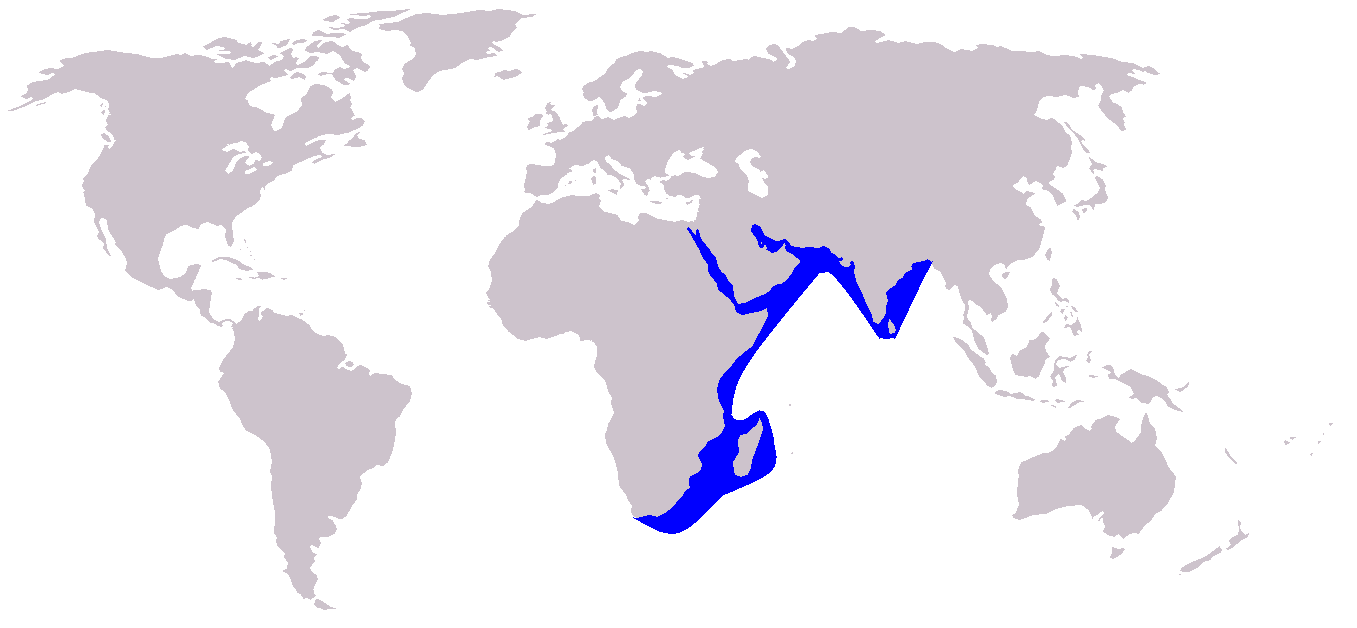
Utbredning för Sousa plumbea.
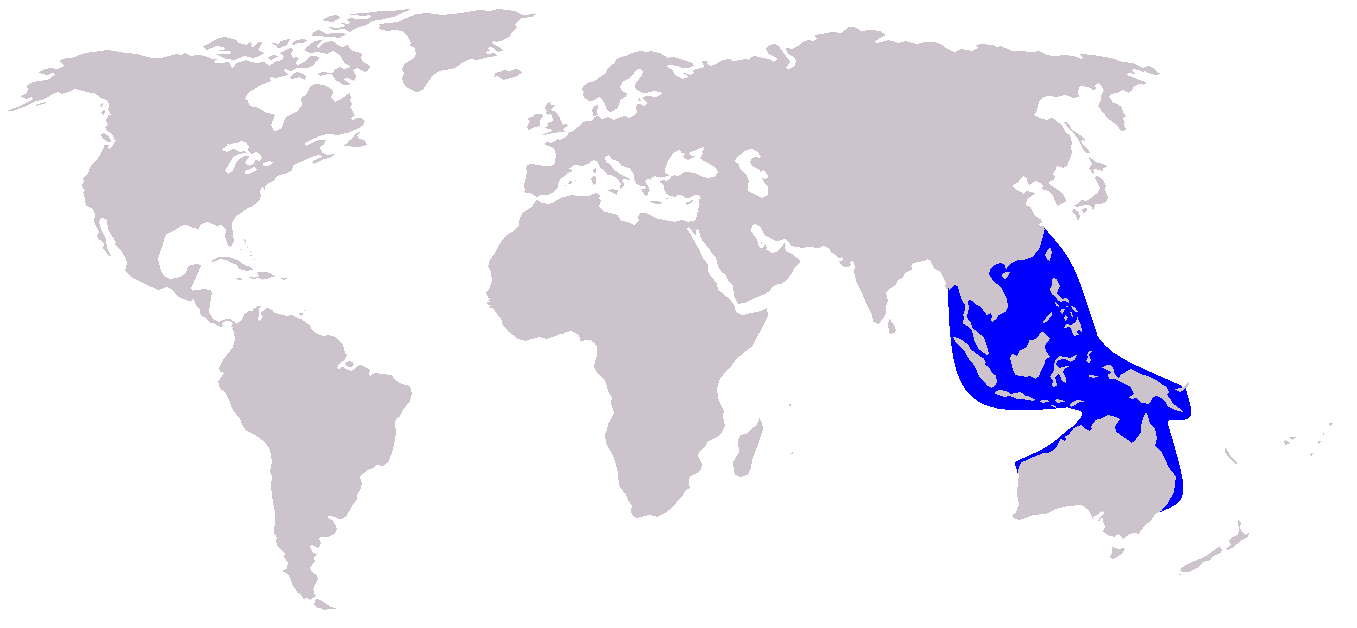
Utbredning för deltadelfin.

## Utseende
Arterna liknar i kroppsbyggnaden andra delfiner. De kännetecknas av en puckel på ryggen och på den sitter den cirka 15 cm höga ryggfenan. Kroppslängden (huvud och bål) är 120 till 280 cm och därtill kommer en kort stjärtfena som är cirka 45 cm bred. Bukfenorna är ungefär 30 cm långa. En medelstor individ av Kamerundelfin vägde 139 kg.
Dessa delfiner har oftast en brun, grå eller svart hud på ovansidan och en ljusare hud på buken. Hos flera individer förekommer fläckar. Några populationer av deltadelfin har en rosa hudfärg.
Det finns 30 till 38 tänder i varje käkhalva.

## Ekologi
Sousa-arterna jagar fiskar och bläckfiskar. De framkallar klickljud, skrikande läten och visslingar. Individerna lever ofta ensam eller i par men grupper med upp till 30 medlemmar registrerades.